# 運河奇案
運河奇案是以台灣台南運河為舞台的殉情故事，改編自日治時代發生的真實事件。

## 概要
大正15年（1926年）台南運河完工後，許多男女因為感情問題投河自殺。根據昭和七年（1932年）的《台南新報》和《台灣日日新報》，當年是台南運河「情死」事件的高峰期，不分日本內地人或台灣本島人，男女投河「情死」的事件層出不窮，台南警察署甚至新設派出所，並在運河邊設立「地藏王菩薩」坐鎮，但是仍無法遏止「情死」的風潮。
1930年代出現以「台南運河奇案」為題的歌仔戲，內容大致上是女主角「陳金快」出身貧寒，幼年時因為遺失財物，怕回家之後被責打，在運河邊痛哭，吳皆義路過，慷慨解囊，隨即離去。金快長大後在新町成為紅牌藝妓，卻巧遇了來尋歡作樂的吳先生，兩人想起當年，立刻私定終身，因環境所不許，兩人最後跳河殉情。二次大戰後的1950年代，有以此題材改編的電影「運河殉情記」和「運河奇緣」。